# Naturschutzgebiet Ohmberg / Bilstein
Das Naturschutzgebiet Ohmberg / Bilstein mit einer Größe von 82,4 ha liegt östlich von Niedermarsberg im Stadtgebiet von Marsberg im Hochsauerlandkreis. Es wurde 2008 mit dem Landschaftsplan Marsberg als Naturschutzgebiet (NSG) ausgewiesen. Das Naturschutzgebiet Buchenberg liegt nur durch ein schmales Tal getrennt östlich vom NSG.

## Beschreibung
Den Untergrund des NSG bildet Kalkstein. Das NSG umfasst einen Rotbuchenwald.